# Moiré variable
Pour les articles homonymes, voir Moiré.
Erebia manto
Espèce
Statut de conservation UICN

 LC  : Préoccupation mineure
Le Moiré variable ou Petit nègre hongrois (Erebia manto) est une espèce de lépidoptères (papillons) appartenant à la famille des Nymphalidae, à la sous-famille des Satyrinae et au genre Erebia.

## Dénomination
Erebia manto a été nommé par Johann Nepomuk Cosmas Michael Denis et Ignaz Schiffermüller en 1775.

### Noms vernaculaires
Le Moiré variable ou Petit nègre hongrois se nomme Yellow Spotted Ringlet en anglais et Gelbgefleckte Mohrenfalter en allemand.

### Sous-espèces
- Erebia manto trajanus Hormuzaki, 1895[2].
- Erebia manto pyrrhula au-dessus de 1800m dans les Alpes.
- Erebia manto vogesiaca dans les Vosges
- Erebia manto contans dans les Hautes-Pyrénées et le Massif central.
- Erebia manto willieni aux genitalia distinctes[3].

## Description
C'est un petit papillon de couleur marron d'aspect très variable suivant les sous-espèces.
Le dessus des ailes est marron foncé avec une bande postmédiane de couleur orange plus ou moins marquée suivant les sous-espèces. Erebia manto contans est marron très foncé avec des dessins quasi absents.
Le revers est semblable, avec une bande postdiscale claire chez la femelle de certaines sous-espèces.

### Chenille et chrysalide
La chenille est de couleur ocre clair.

## Biologie

### Période de vol et hivernation
Pour accomplir son cycle il hivernerait deux années.
Il vole en une génération de juillet à septembre.

### Plantes hôtes
Ce sont diverses poacées (graminées) et en particulier des fétuques dont Festuca rubra,.

## Écologie et distribution
C'est un papillon des montagnes d'Europe méridionale et centrale (Pyrénées, Alpes, Carpates),.
En France métropolitaine il est présent dans les Pyrénées, le Massif central, le Jura les Vosges et les Alpes.

### Biotope
C'est un papillon des prairies fleuries humides.

### Protection
Pas de statut de protection particulier.